# Prix Gaudí du meilleur film en langue catalane

## Palmarès
| Année | Film                                       | Réalisat.eur.rice                                     |
| ----- | ------------------------------------------ | ----------------------------------------------------- |
| 2009  | Le Chant des oiseaux (El cant dels ocells) | Albert Serra                                          |
| 2009  | Forasters (ca)                             | Ventura Pons                                          |
| 2009  | Myway                                      | José Antonio Salgot                                   |
| 2009  | Road Spain                                 | Jordi Vidal                                           |
| 2010  | Tres dies amb la família                   | Mar Coll                                              |
| 2010  | Trash (ca)                                 | Carles Torras (ca)                                    |
| 2010  | V.O.S.                                     | Cesc Gay                                              |
| 2010  | Xtrems (ca)                                | Abel Folk et Joan Riedweg                             |
| 2011  | Pain noir (Pa negre)                       | Agustí Villaronga                                     |
| 2011  | Elisa K (ca)                               | Judith Colell et Jordi Cadena (ca)                    |
| 2011  | Herois                                     | Pau Freixas (ca)                                      |
| 2011  | La mosquitera                              | Agustí Vila (ca)                                      |
| 2012  | Eva                                        | Kike Maíllo                                           |
| 2012  | Bruc, la légende (Bruc. La Llegenda)       | Daniel Benmayor (ca)                                  |
| 2012  | Catalunya über alles! (ca)                 | Ramon Térmens (ca)                                    |
| 2012  | Open 24h (ca)                              | Carles Torras (ca)                                    |
| 2013  | Blancanieves                               | Pablo Berger                                          |
| 2013  | El bosc                                    | Óscar Aibar                                           |
| 2013  | Els nens salvatges                         | Patricia Ferreira                                     |
| 2013  | Fènix 11·23                                | Joel Joan et Sergi Lara                               |
| 2014  | La plaga                                   | Neus Ballús                                           |
| 2014  | Barcelona, nit d'estiu                     | Dani de la Orden                                      |
| 2014  | Fill de Caín                               | Jesús Monllaó                                         |
| 2014  | Tots volem el millor per a ella            | Mar Coll                                              |
| 2015  | Rastres de sàndal (ca)                     | Maria Ripoll (ca)                                     |
| 2015  | Born                                       | Claudio Zulian                                        |
| 2015  | L'altra frontera                           | André Cruz Shiraiwa                                   |
| 2015  | Stella Cadente                             | Luis Miñarro                                          |
| 2016  | El camí més llarg per tornar a casa (ca)   | Sergi Pérez                                           |
| 2016  | Barcelona, nit d'hivern (ca)               | Dani de la Orden                                      |
| 2016  | L'adopció (ca)                             | Daniela Fejerman                                      |
| 2016  | Un dia perfecte per volar (ca)             | Marc Recha                                            |
| 2017  | La propera pell                            | Isaki Lacuesta et Isa Campo                           |
| 2017  | El rei borni                               | Marc Crehuet (ca)                                     |
| 2017  | Les amigues de l'Àgata (ca)                | Laia Alabart, Alba Cros, Laura Rius et Marta Verheyen |
| 2017  | Tots els camins de Déu (ca)                | Gemma Ferraté                                         |
| 2018  | Été 93 (Estiu 1993)                        | Carla Simón                                           |
| 2018  | Brava                                      | Roser Aguilar (ca)                                    |
| 2018  | Incerta glòria                             | Agustí Villaronga                                     |
| 2018  | La película de nuestra vida (ca)           | Enrique Baró                                          |
| 2019  | Les distàncies                             | Elena Trapé (ca)                                      |
| 2019  | Formentera Lady                            | Pau Durà (ca)                                         |
| 2019  | Jean-François i el sentit de la vida       | Sergi Portabella                                      |
| 2019  | Yo la busco                                | Sara Gutiérrez Galve (ca)                             |
| 2020  | Els dies que vindran                       | Carlos Marqués-Marcet                                 |
| 2020  | 7 raons per fugir                          | Esteve Soler i Miralles                               |
| 2020  | Le Voyage de Marta (El viatge de la Marta) | Neus Ballús                                           |
| 2020  | La innocència                              | Lucía Alemany                                         |
| 2021  | La vampira de Barcelona                    | Lluís Danés                                           |
| 2021  | La dona il·legal                           | Ramon Térmens                                         |
| 2021  | L'ofrena                                   | Ventura Durall                                        |
| 2021  | Les dues nits d'ahir                       | Pau Cruanyes et Gerard Vidal                          |
| 2022  | Sis dies corrents                          | Neus Ballús                                           |
| 2022  | El ventre del mar                          | Agustí Villaronga                                     |
| 2022  | Tros                                       | Pau Calpe                                             |
| 2022  | Visitant                                   | Alberto Evangelio                                     |
| 2023  | Nos soleils                                | Carla Simón                                           |
| 2023  | El fred que crema                          | Santi Trullenque                                      |
| 2023  | Nosaltres no ens matarem amb pistoles      | Maria Ripoll i Julià                                  |
| 2023  | Suro                                       | Mikel Gurrea                                          |
| 2024  | Creatura                                   | Elena Martín                                          |
| 2024  | Saben aquell                               | David Trueba                                          |
| 2024  | Els encantats (es)                         | Elena Trapé (es)                                      |
| 2024  | La imatge permanent (ca)                   | Laura Ferrés (es)                                     |
| 2025  | El 47                                      | Marcel Barrena                                        |
| 2025  | Casa en flames                             | Dani de la Orden                                      |
| 2025  | Salve Maria                                | Mar Coll                                              |
| 2025  | Mamífera (es)                              | Liliana Torres                                        |